# Amata endocrocis
Amata endocrocis là một loài bướm đêm thuộc phân họ Arctiinae, họ Erebidae.